# Mount Eliza
Mount Eliza est une ville de la péninsule de Mornington en Victoria, en Australie. Sa zone d'administration locale est le comté de la péninsule Mornington.